# Escarotomia

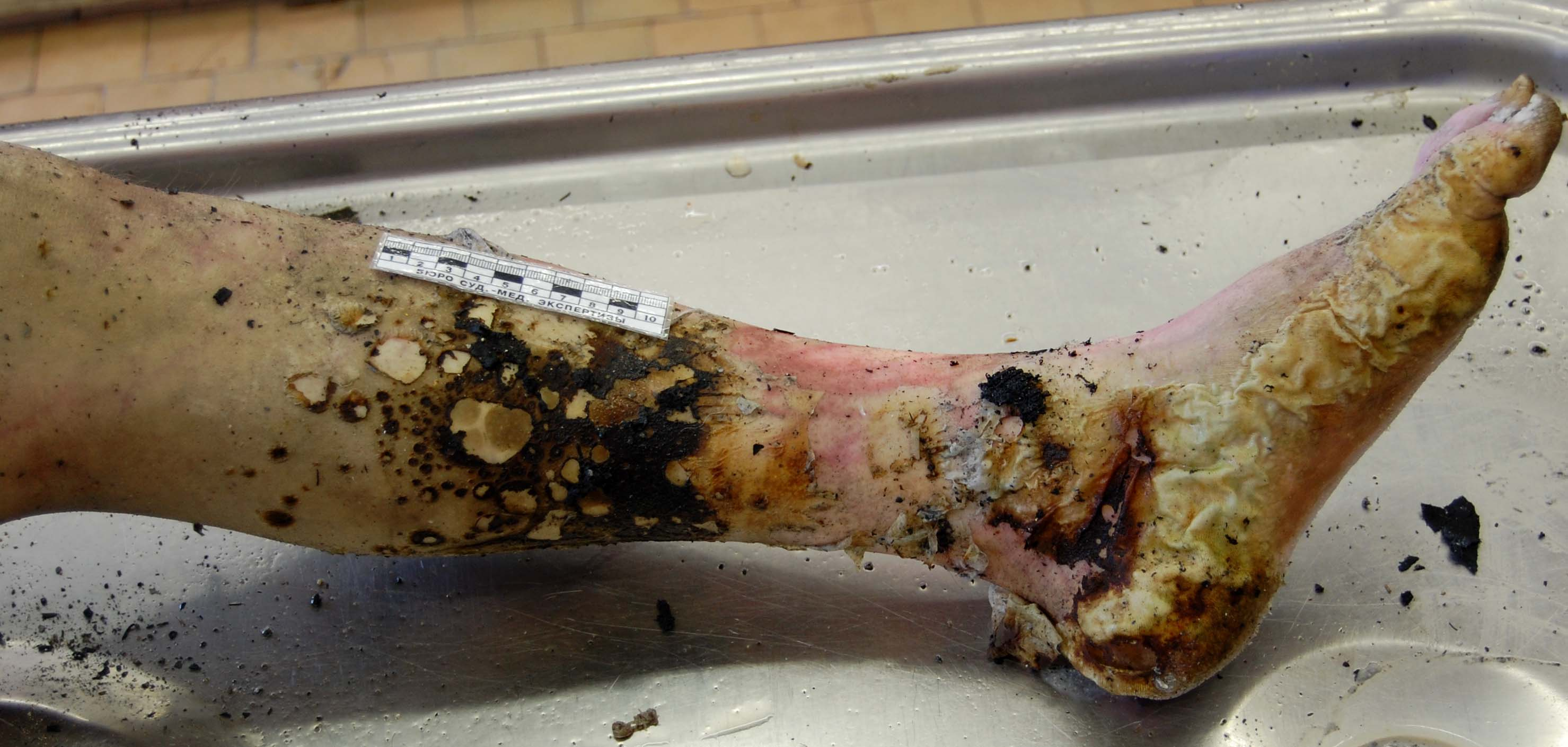
Queimadura de terceiro grau prévio a escarotomia.

Escarotomia é um procedimento cirúrgico utilizado para remover tecidos duros e desvitalizados (escaras), por exemplo uma queimaduras graves ou associados a uma úlcera de pressão. Em queimaduras de terceiro grau toda a pele é carbonizada: epiderme, nervos, glândulas sudoríparas, pelos, músculo, vasos sanguíneos, gordura subcutânea e fibras. 
Quando os tecidos subjacentes a escara são reidratados, tornam-se comprimidos pela perda de elasticidade, levando a uma deficiência de circulação distal à ferida. 
A escarotomia pode ser realizado como uma medida profilática, para liberar a pressão, facilitar a circulação e evitar uma síndrome de compartimento. Não é necessário anestesia. Remover tecido morto não dói, pois as terminações nervosas sensitivas foram destruídas.
Uma escarotomia é realizada em cinco passos: 
- Colocar luvas descartáveis, limpar o local com um antisséptico (como iodopovidona) e cobrir ;
- Através de uma incisão longitudinal com bisturi através da escara para expor o tecido adiposo remanescente. Devido à pressão residual, a incisão muitas vezes aumenta substancialmente;
- Controlar o sangrado com compressas. Pode-se aplicar adrenalina tópica;
- Ampliar a incisão 1cm distalmente e proximalmente a extensão da escara. Remover todo tecido necrótico;
- Cobrir a superfície sana com tecidos assépticos. Esse tecido exposto torna o paciente vulnerável a desidratação, infecção e hipotermia.

## Procedimento
A operação pode ser realizada no tronco, nos membros, ou pescoço, mas deve-se evitar nervos, veias e vasos sanguíneos críticos. Elevação da parte escarotomizada e observação durante os dias posteriores para balance hídrico, verificar infecções, movimentação e limpezas diárias são incentivados.